# Alonso Ramírez de Vargas
Alonso Ramírez de Vargas   (Madrid) va ser un conquistador castellà a Amèrica.
Nascut a Madrid. Va ser el fill segon de Juan Ramírez de Robres y Tovar, senyor dels llocs de Castrillejo, Villa-Rubia, Acebrón i Solera, i secretari de Carles V, i d'Ana de Vargas y Cárdenas. Germà Gaspar, hereu del majorat de la família, i de Luis, que va passar a les Índies. Com el seu germà, ell també va passar a Índies, on José Antonio Álvarez diu que va ser capità en la conquista de les Filipines. En general se'l considera un dels pobladors antics dels virregnats, considerat noble i cavaller, tant a Guatemala, província de la qual va ser conquistador, com al Perú, on va servir el rei en la pacificació de la rebel·lió de Francisco Hernández.
Es va casar a San Salvador, on va instal·lar-se de manera permanent, amb María de Cepeda, filla de Gómez Díaz de la Reguera. Van tenir diversos fills, entre els quals Gómez, Alonso i Marina. Altres autors afirmen que Marina era filla d'un tal Lorenzo Ramírez de Vargas, i aquest fill del conquistador Alonso Ramírez de Vargas, tanmateix, la documentació original relativa a Marina sempre s'afirma que era filla d'Alonso i María de Cepeda. Segons Alonso López de Haro, va morir a Guatemala.